# Холдинг

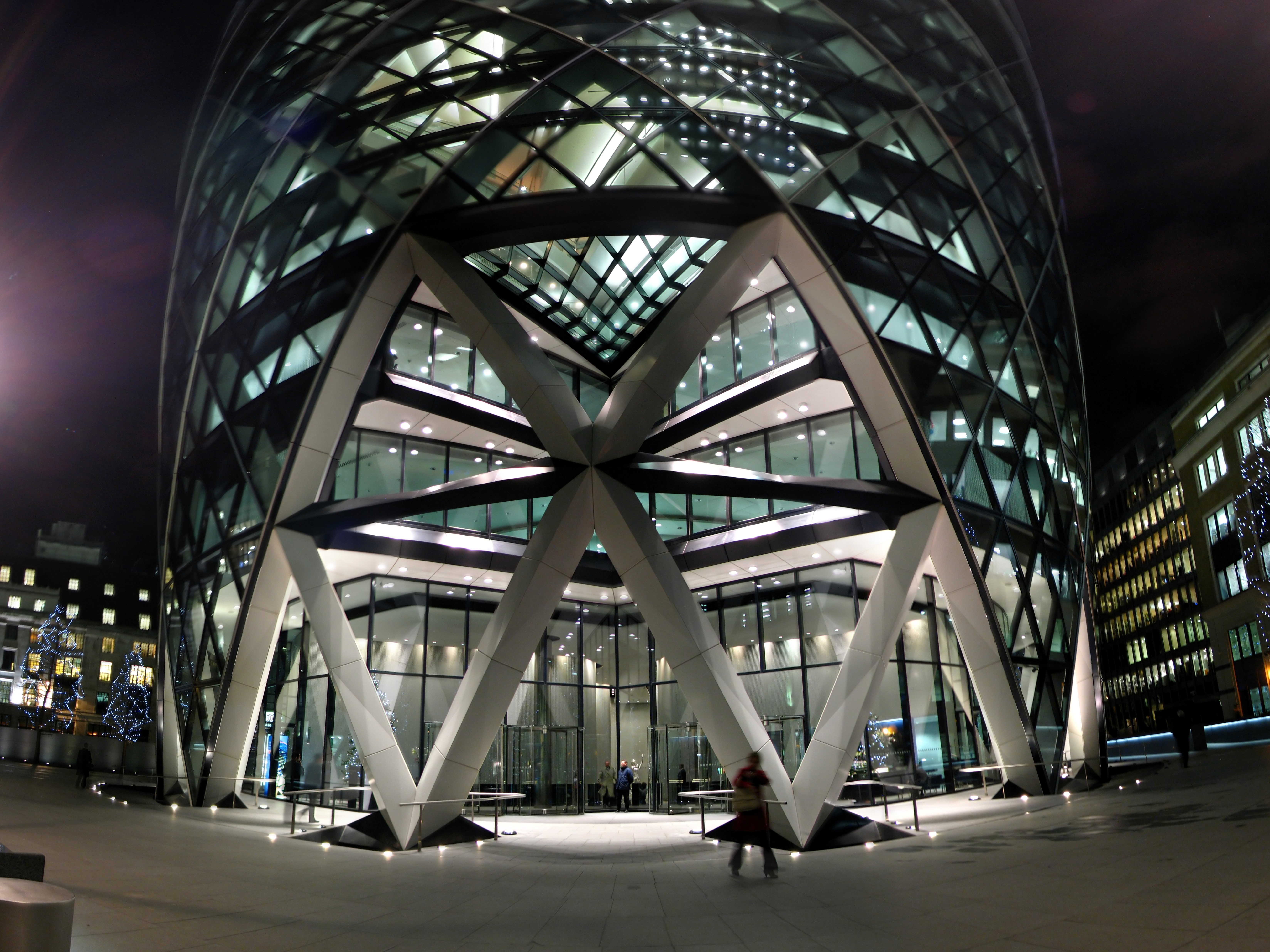
Суть холдинга отражает фраза «децентрализация разного рода операций при централизации контроля»

Хо́лдинг (от англ. holding «удерживание, владение») — структура коммерческих организаций, включающая в себя материнскую компанию и ряд более мелких (дочерних) компаний, которые она контролирует. Целью образования холдинга, как правило, является повышение эффективности управления, снижение издержек.

## Понятие
Понятие «холдинг» впервые введено в Законе о компаниях Великобритании (1989) через определение отношений «материнства» компании по отношению к дочерней (подобное определение есть и в современном законе 2006 года).
Согласно упомянутому закону, предприятие является материнским, если
- ему принадлежат большинство прав голоса в дочерней компании;
- оно вправе назначать или занимать должности большинства членов совета директоров;
- оно имеет право оказывать влияние на предприятие согласно меморандуму или уставу предприятия, на основании договора;
- компания является дочерней по отношению к компании, которая также является дочерней («внучатые» компании).

Наряду с данным понятием используется также термин «холдинговая компания». Некоторые исследователи и специалисты считают их равнозначными.
Существует и иной подход: холдинговой компанией является лишь головная, материнская компания, которая руководит дочерними компаниями. Холдингом же признается то, чем руководит холдинговая компания.
Третья позиция заключается в том, что холдингом является только материнская компания. Объединение с участием головной компании предложено называть холдинговым объединением.

## Виды холдингов
Существуют:
- простые холдинги, которые представляют собой:
  - одно материнское общество;
  - одно либо несколько контролируемых им дочерних обществ (о которых говорят, что они по отношению друг к другу являются «сестринскими» компаниями).
- более сложные холдинговые структуры, в которых:
  - дочерние общества сами выступают в качестве материнских компаний по отношению к другим («внучатым») компаниям;
  - материнская компания, стоящая во главе всей структуры холдинга, именуется холдинговой компанией.

## Характерные черты холдинга
1. Возможна концентрация акций (долей) фирм различных отраслей и сфер экономики или фирм, расположенных в различных регионах.
2. Многоступенчатость, то есть наличие дочерних, внучатых и прочих родственных компаний (основные и промежуточные холдинги).
3. Централизация управления в рамках группы путём выработки материнской компанией глобальной политики и координации совместных действий предприятий по следующим направлениям[14]:
  - выработка единой стратегии экономической деятельности;
  - определение инвестиционной, кадровой, финансовой политики холдинга;
  - разработка единых технических и информационных решений (включая экономическую безопасность, режим коммерческой тайны);
  - создание и развитие связей между участниками холдинга (определение корпоративной структуры), контроль за исполнением решений дочерними компаниями;
  - унификация учета и отчетности.
4. Холдинг не является отдельным юридическим лицом[15].
5. Для обозначения принадлежности к холдингу его участники могут использовать указание на принадлежность к холдингу в уставе либо применять средства индивидуализации — элементы наименования холдинга, товарные знаки[16].

## Типы холдингов
В науке выделяют следующие типы холдингов:
1. В зависимости от способа установления контроля головной компании над дочерними фирмами выделяют (перечень является открытым)[3]:
  - имущественный холдинг, в котором материнская компания владеет контрольным пакетом акций дочерней;
  - договорной холдинг, в котором у головной компании нет контрольного пакета акций дочернего предприятия, а контроль осуществляется на основании заключённого между ними договора;
  - управление через третьих лиц (в частности, когда дочернее общество координирует деятельность «внучатых» компаний);
2. В зависимости от видов работ и функций, которые выполняет головная компания, различают:
  - чистый холдинг, в котором головная компания владеет контрольными пакетами акций дочерних предприятий, но сама не ведёт никакой производственной деятельности, а выполняет только контрольно-управленческие функции;
  - смешанный холдинг, в котором головная компания ведёт хозяйственную деятельность, производит продукцию, оказывает услуги, но при этом выполняет и управленческие функции по отношению к дочерним предприятиям.
3. С точки зрения производственной взаимосвязи компаний выделяют:
  - интегрированный холдинг, в котором предприятия связаны технологической цепочкой. Данный тип холдингов получил широкое распространение в нефтегазовом комплексе, где под руководством головной компании объединены предприятия по добыче, транспортировке, переработке и сбыту продукции.  Различают горизонтальную (несколько компаний занимаются деятельностью в одной сфере рынка) и вертикальную интеграции (разные виды деятельности в единой производственной цепочке: компании по заготовке сырья, производители, компании по сбыту).
  - конгломератный (диверсифицированный) холдинг, который объединяет разнородные предприятия, не связанные технологическим процессом. Каждое из дочерних предприятий ведёт свой бизнес, ни в коей мере не зависящий от других «дочек».
4. В зависимости от степени взаимного влияния компаний различают:
  - классический холдинг, в котором головная компания контролирует дочерние фирмы в силу своего преобладающего участия в их уставном капитале. Дочерние предприятия, как правило, не владеют акциями головной компании, хотя абсолютно исключить такую возможность нельзя. В ряде случаев они имеют мелкие пакеты акций материнской компании;
  - перекрестный холдинг, при котором предприятия владеют контрольными пакетами акций друг друга. Такая форма холдингов характерна для Японии, где банк владеет контрольным пакетом акций предприятия, а оно обладает контрольным пакетом акций банка. Происходит сращивание финансового и промышленного капитала, что, с одной стороны, облегчает предприятию доступ к финансовым ресурсам, имеющимся у банка, а с другой стороны, даёт банкам возможность полностью контролировать деятельность дочерних фирм, предоставляя им кредиты.
5. С точки зрения сложности структуры холдинг может быть:
  - основным (материнская компания);
  - промежуточным (субхолдингом), который руководит другими дочерними компаниями.
6. По границам деятельности выделяют:
  - национальный холдинг, который действует внутри одного государства. Все участники подчиняются общему правовому режиму;
  - транснациональный холдинг, деятельность участников которого не ограничивается государственными границами. При этом можно выбирать юрисдикцию с наиболее выгодной налоговой политикой.

## Антимонопольное регулирование
Холдинги могут находиться под пристальным наблюдением антимонопольных органов, возможно применение ограничений на основании признания их группой лиц. Особый интерес для регулятора представляет деятельность горизонтальных холдингов, поскольку разные компании согласовывают свои действия и фактически выступают в качестве одного участника рынка, что в конечном итоге может приводить к монополизации.
Антимонопольная политика не запрещает подобные холдингам интеграции, однако стремится исключить неправомерное нарушение конкуренции.

## Налоговое регулирование
В целях налогообложения участников холдинга во многих странах мира внедрен институт консолидированной группы налогоплательщиков, который призван учитывать особенности деятельности компаний внутри холдинга.
Среди преференций, предоставляемых участникам холдинга — освобождение от налогообложения передачи активов внутри группы компаний (действует не во всех странах). Законодательство может установить обязанность налогового учета и уплаты налогов за одним из участников (например, за материнской компанией), что требует применение консолидированной налоговой базы (суммирование прибыли и убытков участников холдинга). Подобный подход призван упростить уплату и администрирование налогов, однако со стороны государства необходима разработка хорошей правовой основы.
Освобождение от уплаты налогов на имущественные операции внутри холдинга снижает стимулы для трансфертного ценообразования.